# Ernst Chladni
Ernst Florenz Friedrich Chladni (Vitemberga, 30 de novembro de  1756 — Breslávia, 3 de abril de  1827) foi um físico e músico alemão. Investigou a vibração de placas e o cálculo da velocidade do som para diferentes gases. Devido a estas suas investigações é atualmente denominado o "pai da acústica". Também fez um trabalho pioneiro no estudo de meteoritos e, portanto, também é considerado por alguns como o "pai dos meteoritos".

## Vida

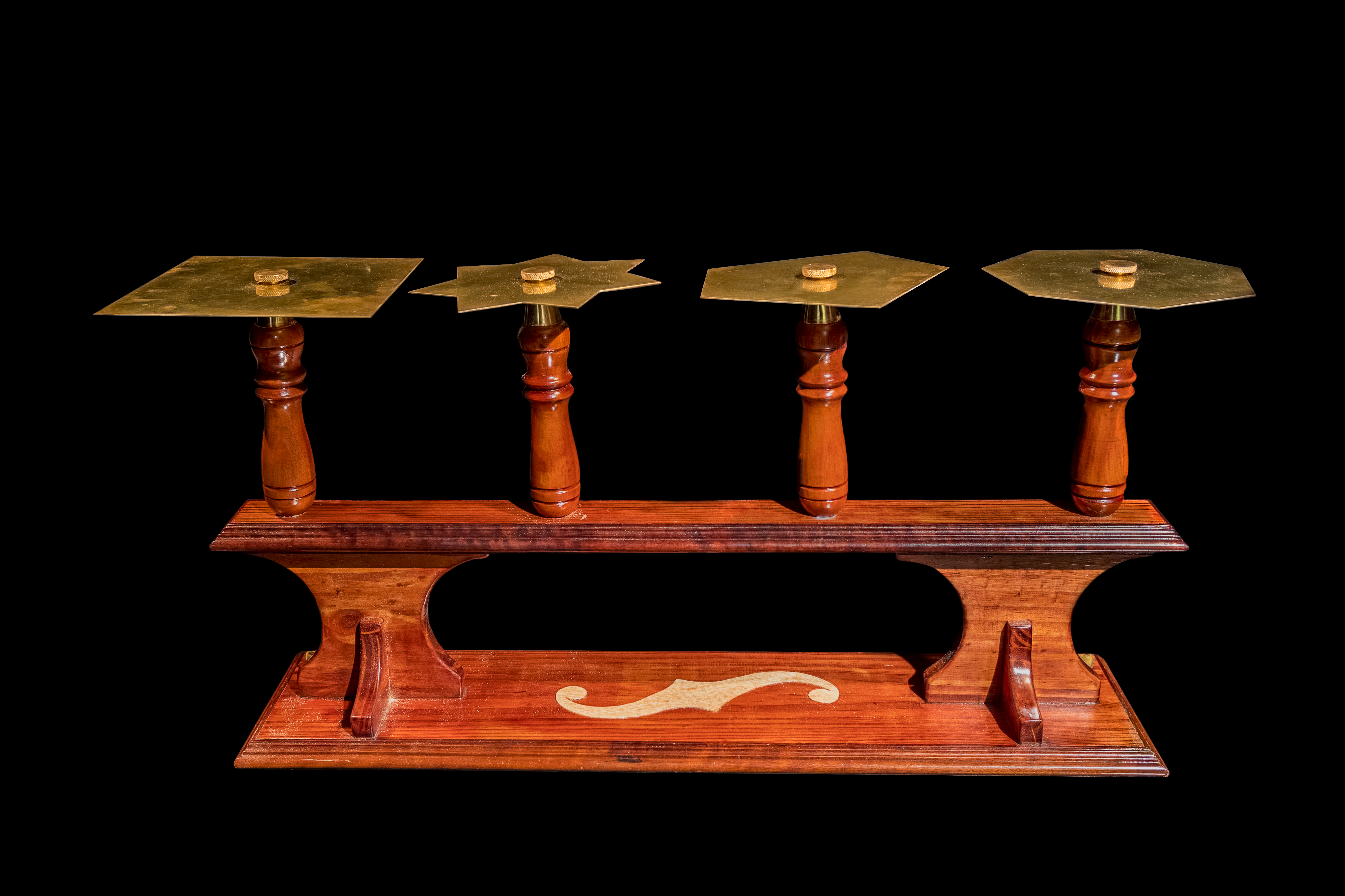
O estudo de Ernst Chladni inspirou a criação das chamadas placas de Chladni para identificar padrões associados a vibrações.

Embora Chladni tenha nascido em Vitemberga, na Saxônia, sua família era originária de Kremnica, então parte do Reino da Hungria e hoje uma cidade no centro da Eslováquia. Chladni foi identificado como alemão, húngaro e eslovaco.
Chladni veio de uma família educada de acadêmicos e homens instruídos. O bisavô de Chladni, o clérigo luterano Georg Chladni (1637-1692), havia deixado Kremnica em 1673 durante a Contra-Reforma. O avô de Chladni, Martin Chladni (1669-1725), também foi um teólogo luterano e, em 1710, tornou-se professor de teologia na Universidade de Vitemberga. Foi decano da faculdade da teologia em 1720-1721 e transformou-se mais tarde o reitor da universidade. Um outro tio, Johann Martin Chladni (1710-1759), foi um teólogo, um historiador e um professor na universidade de Erlangen (1710-1759), um tio de Chaldni, Justus Georg Chladni (1701-1765), era um professor de direito na universidade de Erlangen e da Universidade de Leipzig.
O pai de Chladni, Ernst Martin Chladni (1715-1782), foi professor de direito e reitor da Universidade de Vitemberga. Ele se juntou à faculdade em 1746. A mãe de Chladni foi Johanna Sophia. Seu pai desaprovou o interesse de seu filho pela ciência e insistiu que Chladni se tornasse advogado.

## Carreira
Chladni estudou direito e filosofia em Vitemberga e Leipzig, obtendo um diploma de direito da Universidade de Leipzig em 1782. Naquele mesmo ano, seu pai morreu e ele se voltou para a física.
Por seu trabalho sobre vibração, e o  cálculo da velocidade do som para diferentes gases, é considerado o fundador da acústica. Os padrões geométricos formados numa camada fina de areia, depositada sobre uma placa de vidro ou metal, vibrando em frequências diferentes, são chamados "figuras sonoras de Chladni".
Em 1794 Chladni publicou Über den Ursprung der von Pallas gefundenen und anderer ihr ähnlicher Eisenmassen und über einige damit in Verbindung stehende Naturerscheinungen (em alemão), (Sobre a origem do Ferro de Pallas e outros similares, e alguns fenômenos naturais associados), na qual propôs que os meteoritos tem sua origem no espaço exterior. Esta proposta foi muito controversa para a época e, com este livro, Chladni tornou-se também o fundador da pesquisa moderna dos meteoritos.

## Figuras de Chladni
Foi uma de suas principais obra. Veja em Figuras de Chladni.

## Instrumentos musicais
Desde pelo menos 1738, um instrumento musical chamado Glasspiel ou verillon, criado enchendo copos de cerveja com quantidades variadas de água, era popular em Europa. Os copos de cerveja foram atingidos por marretas de madeira em forma de colheres para produzir "igreja e outra música solene". Benjamin Franklin ficou bastante impressionado com uma performance de verillon em uma visita a Londres em 1757 que ele criou seu próprio instrumento, o vidro armônica, em 1762.
A armônica de Franklin inspirou vários outros instrumentos, incluindo dois criados por Chladni. Em 1791, Chladni inventou o instrumento musical chamado euphon (que não deve ser confundido com o instrumento de bronze euphonium), consistindo em hastes de vidro de diferentes arremessos. O euphon de Chladni é o antepassado direto do instrumento musical moderno conhecido como o Cristal Baschet. Chladni também melhorou no "cilindro musical" de Hooke para produzir outro instrumento, o clavicilindro, em 1799.
Chladni viajou por toda a Europa com seus instrumentos dando demonstrações.

## Meteoritos
Em 1794, Chladni publicou Über den Ursprung der von Pallas gefundenen und underer ihr ähnlicher Eisenmassen und über einige damit em Verbindung stehende Naturerscheinungen ("Sobre a origem das massas de ferro encontradas por Pallas e outros semelhantes a ela e em alguns fenômenos naturais associados") Em que propôs que os meteoritos têm uma origem extraterrestre. Esta foi uma declaração controversa na época, uma vez que os meteoritos foram pensados para ser de origem vulcânica. Este livro fez de Chladni um dos fundadores da moderna pesquisa de meteoritos.
Chladni foi inicialmente ridicularizado por suas alegações, mas seus escritos despertaram uma curiosidade que acabou levando mais pesquisadores a apoiar sua teoria. Em 1795, um grande meteorito pedregoso foi observado durante sua queda na Terra em uma casa de campo perto de Wold Newton em Yorkshire-Inglaterra e um pedaço dele, conhecido como o meteorito Cottage Wold, foi dado ao químico britânico Howard Howard que, juntamente com o mineralogista francês Jacques de Bournon, analisou cuidadosamente sua composição e concluiu que era provável uma origem extraterrestre. Em 1803, o físico e astrônomo Jean Baptiste Biot foi comissionado pelo ministro francês do Interior para investigar uma chuva de meteoros sobre L'Aigle, no norte da França, que tinha salpicado a cidade com milhares de fragmentos de meteoritos. Ao contrário do livro de Chladni e da publicação científica de Howard e de Bournon, o animado relatório de Biot tornou-se popular e persuadiu mais pessoas a levarem a sério as idéias de Chladni.

## Outros trabalhos
Chladni criou a lei de Chladni, uma simples relação algébrica para aproximar as frequências modais das oscilações livres de placas e outros corpos.
Chladni estimou velocidades sonoras em diferentes gases, colocando esses gases em um tubo de órgão e medindo as características dos sons que surgiram quando o tubo foi jogado. Este construído sobre o trabalho em medir a velocidade do som no ar que Pierre Gassendi começou em 1635.

## Morte
Chladni morreu em 3 de abril de 1827 em Breslau, Baixa Silésia, então parte do Reino da Prússia e hoje a cidade de Wrocław, no sudoeste da Polônia. Foi sepultado no Großer Friedhof (Wrocław), cemitério desfeito em 1957.